# Kenny Hotz’s Triumph of the Will
Kenny Hotz’s Triumph of the Will ist eine kanadische Comedy-Serie. Sie wurde am 22. Juli 2011 erstmals ausgestrahlt. Produzenten der Serie sind Jeff Kassel und Sebastian Cluer, welcher schon in der Comedy-Serie Kenny vs. Spenny in allen 88 Folgen mitwirkte. In jeder Episode versuchte Kenny Hotz, der Hauptdarsteller der Serie, eine möglichst schwere Aufgabe zu erfüllen. Dabei will er die Gesellschaft mit seinen Tätigkeiten verändern. Während der Dreharbeiten dehnt Kenny die Regeln der Aufgabe so weit wie möglich und macht es sich häufig leichter als vorhergesehen, indem er häufig schummelt. Wie er selbst sagt, versucht er, in jeder Folge die Welt zu erobern.

## Episoden
| Nr. | Deutscher Titel | Originaltitel           | Erstausstrahlung USA | Übersetzter Titel                                                                        |
| --- | --------------- | ----------------------- | -------------------- | ---------------------------------------------------------------------------------------- |
| 1   | –               | Rags to Bitches         | 22. Juli 2011        | Vom Tellerwäscher zum Luder                                                              |
| 2   | –               | Sowschwitz              | 22. Juli 2011        | Sauschwitz                                                                               |
| 3   | –               | Children of Abraham     | 29. Juli 2011        | Kinder von Abraham                                                                       |
| 4   | –               | Take My Mom … Please!   | 29. Juli 2011        | Nimm meine Mutter … Bitte!                                                               |
| 5   | –               | The French ReConnection | 5. Aug. 2011         | französische Freundschafts-Wiederbelebung / Wortspiel auf den Film The French Connection |
| 6   | –               | Kennibal                | 5. Aug. 2011         | Kennybalismus                                                                            |

## DVD
Am 15. November 2011 erschien die DVD zur Serie. Sie ist nur in Kanada erhältlich.

## Erfolge
Sebastian Cluer wurde für seine Tätigkeit als Regisseur während der Serie für den Canadian Comedy Award, den Banff Rockie Award und den Canadian Screen Award nominiert.